# Ramal de Glòries
El ramal de Glòries es un ramal de ferrocarril que se encuentra en Barcelona. Este ramal es la conexión que posibilita el enlace entre les estaciones de Paseo de Gracia y de Francia. Así se posibilita la conexión entre las líneas de Barcelona-Tarragona y Barcelona-Portbou. Actualmente circulan por este ramal trenes de la línea 2 de Cercanías Barcelona, además de trenes de larga distancia nacionales e internacionales.
El ramal se inicia en la bifurcación Aragón, en el túnel de Aragón (Paseo de Gracia-Clot-Aragón) y finaliza en la Estación de Francia. Además los trenes que salen de la Estación de Francia pueden utilizar la bifurcación Clot para ir hasta Clot-Aragón.